# Sardinia Cup
Sardinia Cup (z ang. Puchar Sardynii) – międzynarodowy towarzyski klubowy turniej piłkarski rozgrywany latem 1991 na stadionie Sant'Elia w Cagliari (Włochy).
W turnieju występowały cztery drużyny i rozgrywano dwa mecze półfinałowe oraz mecz o 3 miejsce i finał. W przypadku remisu przeprowadzana była seria rzutów karnych.

## Finały
| Edycja | Rok  | Finał     | Finał        | Finał           | Trzecie miejsce | Trzecie miejsce | Trzecie miejsce |
| Edycja | Rok  | Zwycięzca | Wynik        | Finalista       | 3 miejsce       | Wynik           | 4 miejsce       |
| ------ | ---- | --------- | ------------ | --------------- | --------------- | --------------- | --------------- |
| I      | 1991 | Peñarol   | 1:1 (k. 5:4) | Cagliari Calcio | River Plate     | 1:1 (k. 6:5)    | Atalanta B.C.   |

## Statystyki
| Lp. | Klub            | Zdobywca | Finalista | Lata triumfów |
| --- | --------------- | -------- | --------- | ------------- |
| 1.  | Peñarol         | 1        | 0         | 1991          |
| 2.  | Cagliari Calcio | 0        | 1         |               |